# Markus Nüssli
Markus Nüssli, född den 9 juli 1971, är en schweizisk bobåkare.
Han tog OS-silver i herrarnas fyrmanna i samband med de olympiska bobtävlingarna 1998 i Nagano.